# Vallfogona de Ripollès
Vallfogona de Ripollès ist eine Gemeinde (municipio) in der spanischen Provinz Girona in Katalonien mit 222 Einwohnern (Stand: 2024). 

## Lage
Vallfogona de Ripollès liegt in den Pyrenäen etwa 55 Kilometer nordwestlich von Girona in einer Höhe von ca. 955 m. 

## Bevölkerungsentwicklung
| Jahr      | 1970 | 1981 | 1991 | 2001 | 2011 | 2021 |
| Einwohner | 389  | 264  | 252  | 209  | 222  | 214  |

## Sehenswürdigkeiten

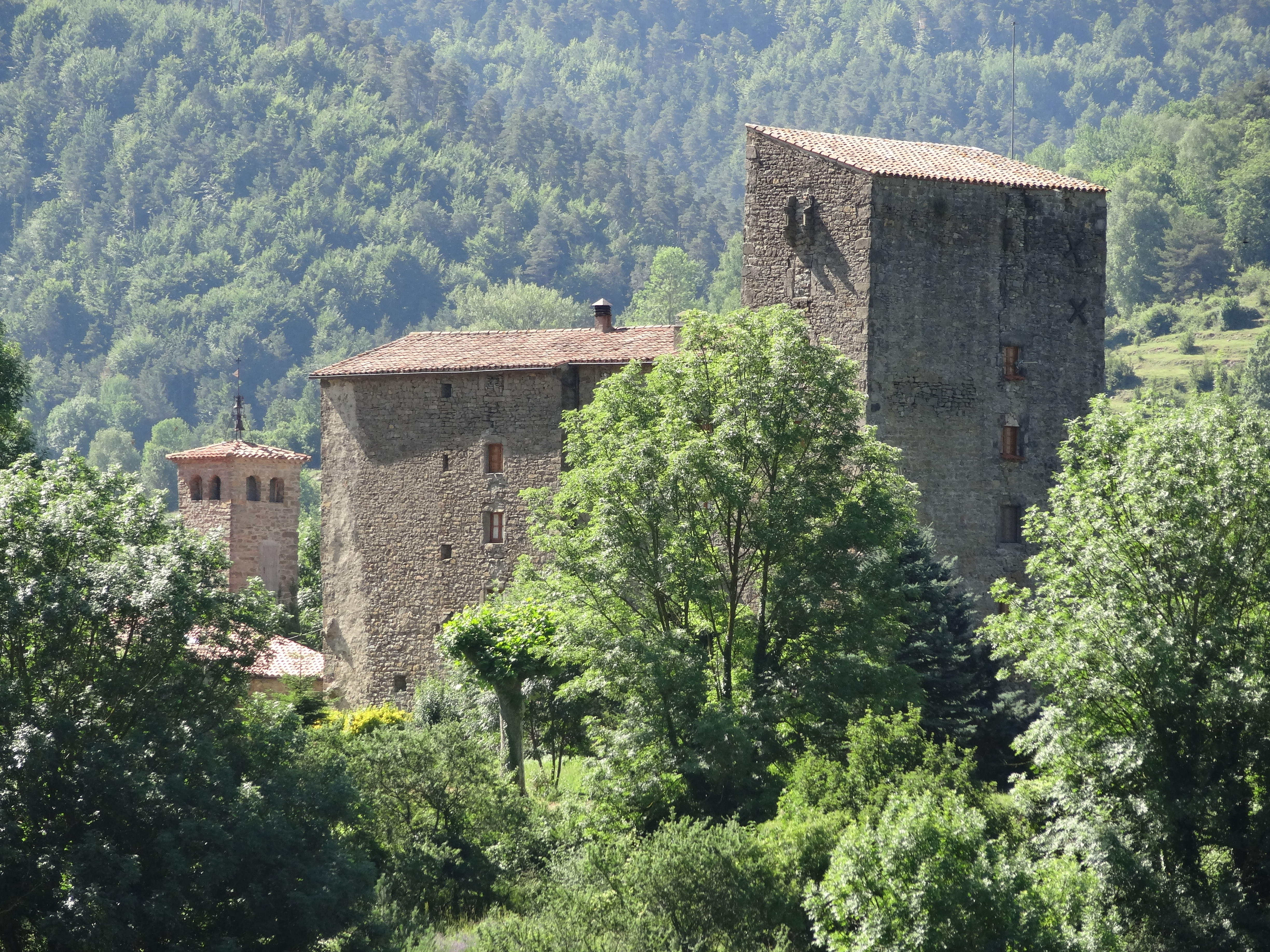
Burganlage von Vallfogona
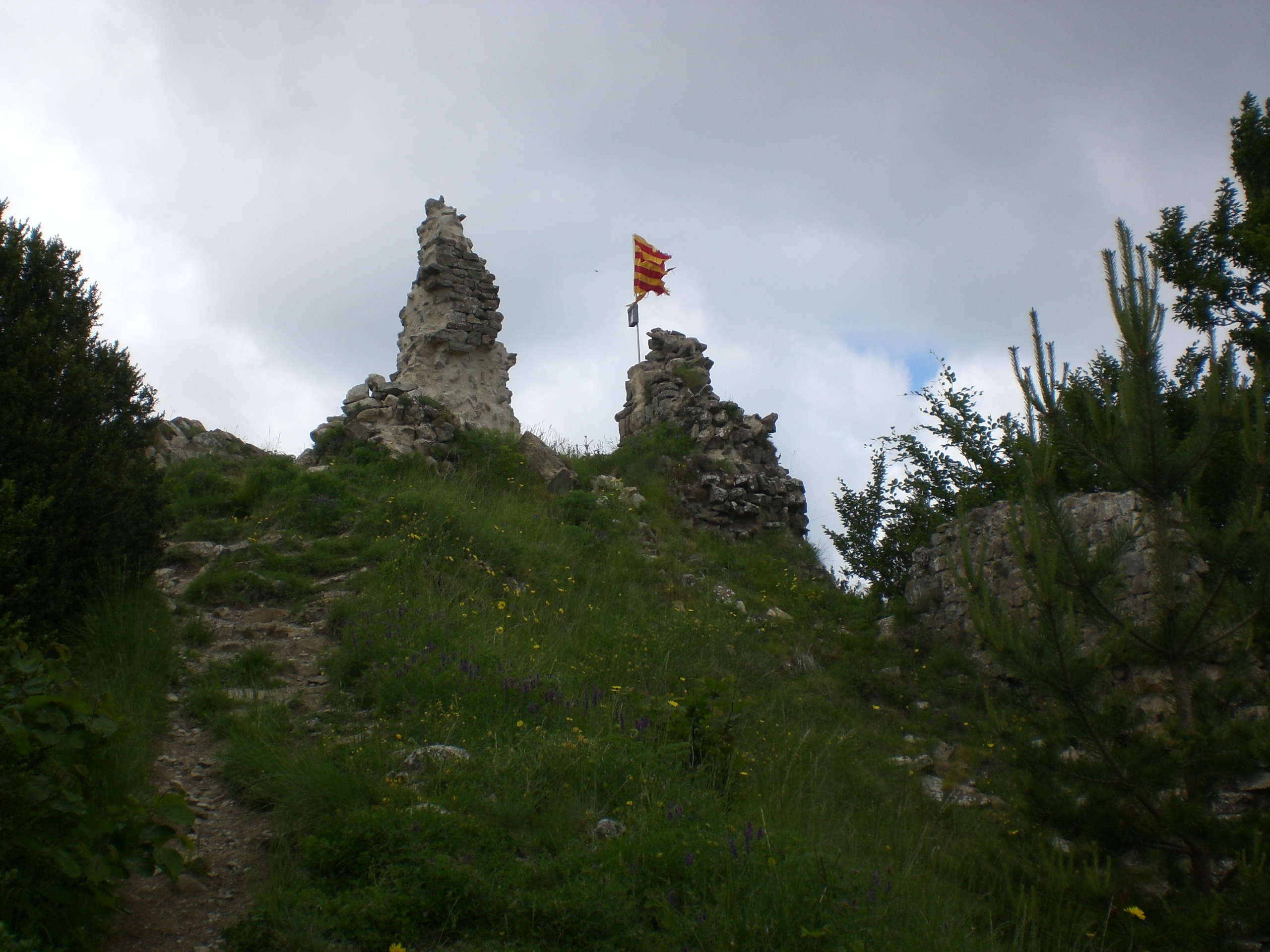
Burgruine von Milany
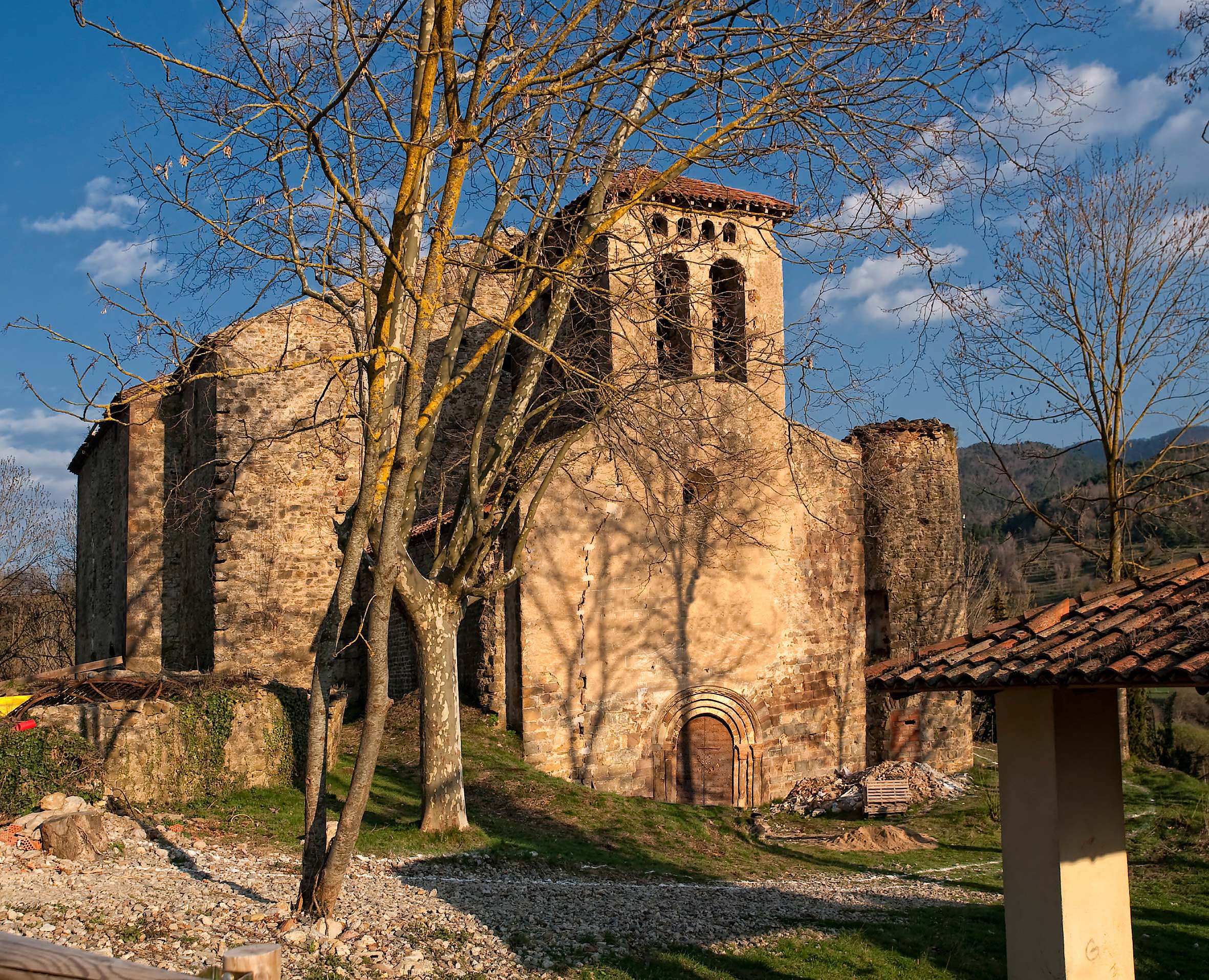
Julianuskirche
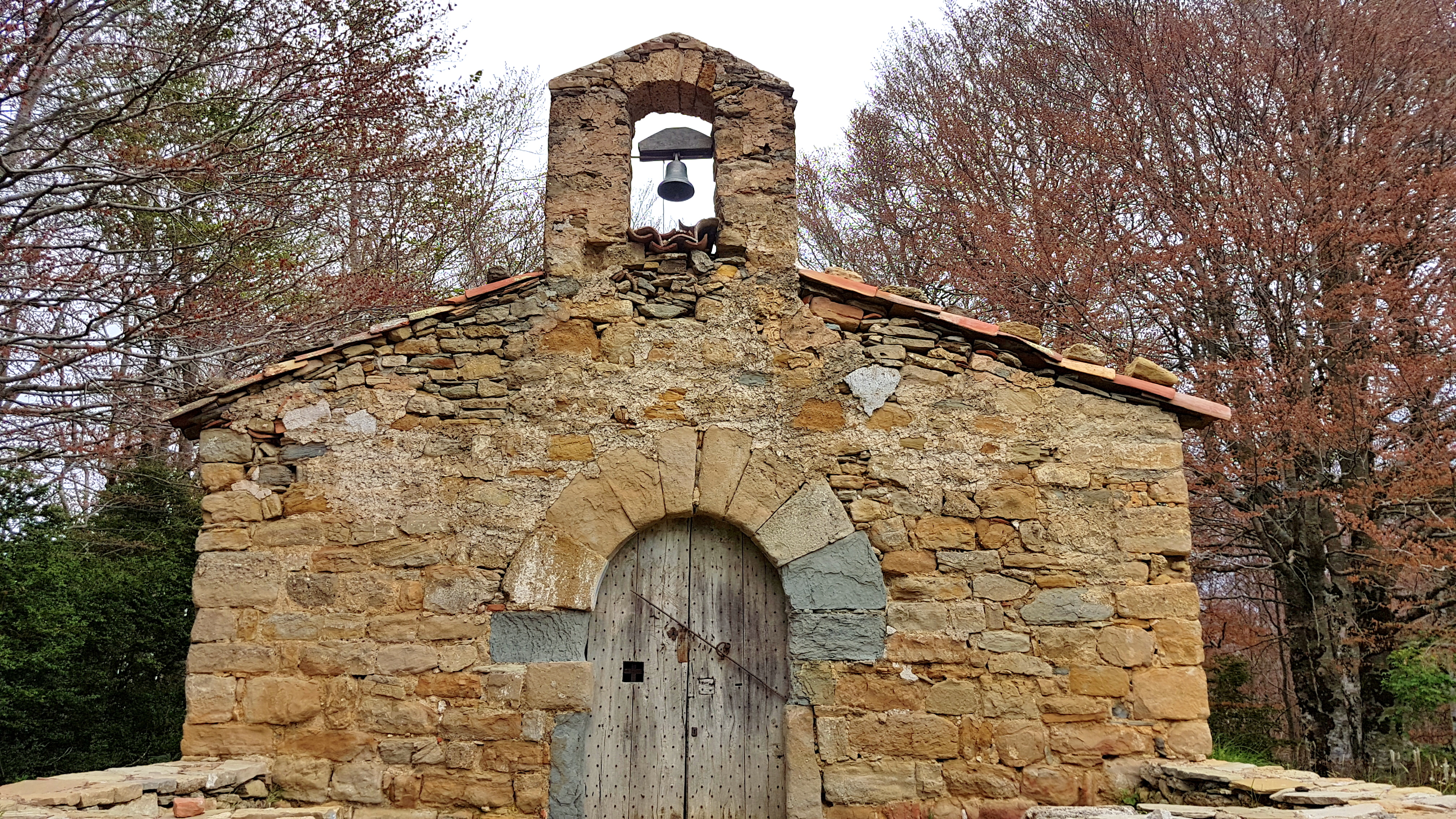
Magdalenenkapelle

- Burganlage von Vallfogona
- Burgruine von Milany
- Julianuskirche
- Magdalenenkapelle